# Babina caldwelli
Espèce
Synonymes
- Rana caldwelli Schmidt, 1925

Statut de conservation UICN

 LC  : Préoccupation mineure
Babina caldwelli est une espèce d'amphibiens de la famille des Ranidae.

## Répartition
Cette espèce est endémique de République populaire de Chine. Elle se rencontre dans les provinces du Yunnan, du Sichuan, du Jiangxi, du Fujian et de Hainan.

## Taxinomie
Certains auteurs considèrent que Babina caldwelli est synonyme de Babina adenopleura, notamment Fei en 1999 et Fei, Hu, Ye &. Huang en 2009, toutefois Dubois en 1992 y voit une espèce à part entière.

## Étymologie
Cette espèce est nommée en l'honneur d'Harry R. Caldwell.

## Publication originale
- Schmidt, 1925 : New Chinese amphibians and reptiles. American Museum Novitates, no 175, p. 1-3 (texte intégral).